# Trypetisoma echinatum
Trypetisoma echinatum är en tvåvingeart som beskrevs av Kim 1994. Trypetisoma echinatum ingår i släktet Trypetisoma och familjen lövflugor.
Artens utbredningsområde är Northern Territory, Australien. Inga underarter finns listade i Catalogue of Life.